# Іонна сполука
Іо́нна сполу́ка (рос. ионное соединение, англ. ionic compounds) — хімічна сполука, молекули якої побудовані з чітких катіонів і аніонів, що утримуються разом електростатичними силами.
Органічна складова може бути як катіоном, так і аніоном, а також іон-радикалом, приміром, солі оксазолію, піридинію, оцтової кислоти та інших кислот.
Такі сполуки відзначаються високими температурами плавлення, низькою леткістю, часто доброю розчинністю у воді та нерозчинністю в неполярних розчинниках, доброю електропровідністю.